# Personaggi di Record of Ragnarok
Questa è la lista dei personaggi de Record of Ragnarok, manga di Takumi Fukui e Shinya Umemura coi disegni di Chika Aji pubblicato a partire dal 25 novembre 2017 da Tokuma Shoten.

## Protagonisti

### Brunilde
Brunilde (ブリュンヒルデ?, Buryunhirude)  La maggiore delle tredici sorelle Valchirie e protagonista della serie. Appare spesso fredda e distaccata, ma ha la tendenza a rompere i suoi legami formali, autolesionadosi o parlando in modo concitato, specialmente quando la situazione prende una piega inaspettata o volge a suo favore. È manipolatrice, vendicativa e volgare, con una volontà indomabile e un'intelligenza acuta, ma è di una gentilezza sconfinata con le sue sorelle e con tutti gli esseri umani. Tuttavia, tiene molto alle sue sorelle Valchirie e piange ogni umano morto negli scontri. Considera Eracle un suo fratello e piange anche per la sua morte, arrivando a considerarlo un guerriero che si è "sacrificato" per la continuazione dell'umanità. L'unica divinità di cui si fida è Buddha, visto che lui era umano e tra i due c'è una sorta di amicizia e rispetto. Inoltre Brunilde ha chiesto a Buddha di insegnarle la volundr in preparazione del Ragnarok. E' fidanzata con il semi-dio Sigfried che per colpa di un complotto di Loki viene imprigionato e Brunilde decide di organizzare il Ragnarok con l'intento di salvarlo e salvare l'umanità. Viene mostrato così che quando ancora era insieme suo fidanzato, Brunilde era una dea piena di vita e di gioia, portando l'armonia con chiunque, ma cambiò radicalmente quando Sigfried venne rinchiuso. Si è opposta agli dèi nel tentativo di salvare gli umani ed è lei a suggerire il Ragnarok alle altre divinità per dare una possibilità agli umani e a scegliere i guerrieri più raffinati e forti dell'umanità per opporsi agli dèi e ucciderli. Brunilde sceglie 13 combattenti provenienti da varie epoche diverse e assiste ad ogni incontro del Ragnarok. E' doppiata da Miyuki Sawashiro (ed. giapponese), Ludovica Bebi (ed. italiana).

### Goll
Göll (ゲル?, Geru) è la coprotagonista de Record of Ragnarok. La più giovane delle Valchirie, essendo la tredicesima, e la deuteragonista della serie. Durante gli scontri del Ragnarok, di solito viene vista con Brunilde che guarda ansiosa ogni incontro. Di solito parla ad alta voce ogni volta che è emotivamente angosciata e sollevata. Essendo molto giovane non conosce molto delle varie divinità e dei umani che scendono in campo e chiede informazioni a Brunilde. Ogni volta che i guerrieri dell'umanità muoiono al termine di una sfida, lei piange ciascuna delle sue sorelle mentre muoiono con loro. Anche lei piange per la morte di Eracle, che come Brunilde considera un fratello. Al termine del decimo round viene "rapita" da Nostradamus e portata da Sigfried e scopre la verità su Odino e il vero piano di Brunilde. E' doppiata da Aya Kawakami (ed. giapponese), Irene Trotta (ed.italiana).

## Valchirie
Sono le semidee nordiche incaricate di guidare le anime nel Valhalla, e scendono sulla Terra per selezionare i migliori guerrieri in modo da renderli degli Einherjar, i quali si sarebbero uniti all'esercito degli dèi in preparazione per un assalto al Cielo. Tuttavia, fin dai tempi antichi si vociferava che l'obiettivo delle Valchirie non era quello di creare un esercito per il paradiso, ma farli combattere durante il Ragnarok nel caso gli dèi volessero sterminare l'umanità. Scelto il guerriero, le Valchirie si trasformano in armi adatte a chi le impugna in un patto conosciuto come völundr, dotate di poteri divini per ferire e uccidere gli dèi tratti dal significato dei nomi delle Valchirie stesse. In questo modo, però, le due anime sono legate indissolubilmente, e se l'umano muore, muore anche la valchiria, indipendentemente dal fatto che si sia danneggiata in battaglia o meno.

### Randgriz
Randgriz (ランドグリーズ?, Randogurīzu) è la quarta delle tredici sorelle Valchirie. Diventa il völundr di Lü Bu nel primo scontro del Ragnarok assumendo la forma di un'alabarda, ma viene distrutta e uccisa da Thor assieme al generale volante. Il suo potere, Distruttrice di scudi, è in grado di distruggere ogni forma di difesa. Göll la ricorda per il suo splendido sorriso. E' doppiata da Aya Kawakami (ed. giapponese), Irene Trotta (ed.italiana)

### Reginleif
Reginleif (レギンレイヴ?, Reginreivu), Detta Figlia degli dèi, è la settima delle tredici sorelle Valchirie. Diventa il völundr di Adamo nel secondo scontro del Ragnarok diventando un tirapugni, morendo insieme a lui nella battaglia contro Zeus. È colei che ha seguito Göll durante la sua educazione. E' doppiata da Rina Kawaguchi (ed. giapponese), Alessandra Berardi (ed. italiana)

### Hrist
Hrist (フリスト?, Furisuto) è la seconda delle tredici sorelle Valchirie, e diventa il völundr di Kojiro Sasaki nel terzo scontro del Ragnarok. Ha una personalità bipolare, un lato che è tranquillo e cordiale e un altro facilmente preda della rabbia, il quale si riflette nella traduzione del suo nome che significa sia Colei che trema che Colei che ruggisce: grazie a ciò, pur rompendosi durante lo scontro con Poseidone, sopravvive e si trasforma in due lame. Dopo la vittoria di Kojiro, ritorna a una forma fisica e lo porta fuori per curarsi. E' doppiata da Yū Kobayashi (ed. giapponese), Serena Sigismondo (ed. italiana)

### Hlökk
Hlökk (フレック?, Furekku) è l'undicesima delle tredici sorelle Valchirie, è soprannominata anche "L'instabile", essendo aggressiva e squilibrata. A differenza delle altre, che hanno accettato di unirsi agli altri umani di loro volontà, è stata costretta a diventare il völundr di Jack lo squartatore nel quarto incontro del Ragnarok. Il suo potere, La sconvolta (forse una traduzione errata di La deformata), le permette di trasformare qualsiasi oggetto inanimato che tocca, persino un sassolino, in un'arma divina in grado di uccidere gli dèi. Dopo il suo scontro continua a seguire gli altri nella sua stanza con Jack. E' doppiata da Honoka Inoue (ed. giapponese), Veronica Cuscusa (ed. italiana)

### Thrud
Þrúðr (スルーズ?, Surūzu) è la terza delle sorelle Valchirie, e diventa il völundr di Raiden Tameemon nel quinto scontro del Ragnarok, innamorandosi di lui. È gigantesca, con un fisico muscoloso e statuario, ma ciò nonostante arrossisce facilmente e per questo Göll la definisce una "pura fanciulla". Muore insieme a Raiden al termine dello scontro contro Shiva. Il suo potere, La più forte (L'onnipotente nell'edizione italiana dell'anime), le permette di usare la propria forza per controllare quella di Raiden, impedendo così ai suoi muscoli di distruggerlo e usare al massimo la sua potenza. E' doppiata da Akira Miki (ed. giapponese), Luisa D'Aprile (ed. italiana)

### Alvitr
Alvitr (アルヴィト?, Aruvito) è la decima delle tredici sorelle Valchirie e gemella di Hlökk, diventa il völundr di Qin Shi Huang nel settimo incontro del Ragnarok. Come la sua gemella è molto aggressiva, come quando Qin Shi Huang entra nell'arena dall'entrata degli dèi e senza aver prima praticato con lei il völundr ma è meno squilibrata essendo molto più sveglia anche se poi finisce per innamorarsi dell'imperatore cinese. Il suo potere, Guardia ospitante, che deriva dall'altro suo nome Hervör, le permette di conferire un'incredibile forza difensiva, e dato che Qin è un artista marziale ciò si traduce anche in un aumento equivalente della forza.

### Göndul
Göndul (ゴンドゥル?, Gonduru) è la nona delle tredici sorelle Valchirie. Diventa il völundr di Nikola Tesla nell'ottavo incontro del Ragnarok. Ha un aspetto calmo e sereno, e come Tesla prova amore per la scienza, tanto da essere disposta a offrirgli il suo corpo in modo che lo scienziato possa completare il suo lavoro per la creazione del völundr. Il suo potere, Portatrice di magia, non viene rivelato. Tesla perde l'incontro e perisce insieme a Gondul.

### Geirölul
Geirölul (ゲイレルル?, Geireruru) è la quinta delle tredici sorelle Valchirie. Diventa il völundr di Leonida nel nono incontro del Ragnarok. È la più orgogliosa delle tredici valchirie e di carattere assomiglia molto a Leonida: entrambi si arrabbiano quando vengono insultati o considerati inferiori come durante l'incontro con Apollo, arrivando a parlare all'unisono quando desiderano mettere il dio in ginocchio davanti a loro. Con la sconfitta di Leonida perisce anche Geirölul. Il suo potere, Colei che carica con la lancia, le permette di trasformare le armi da corto a lungo raggio, riuscendo così ad attaccare anche a distanza.

### Skalmöld
Skalmöld (スカルモルド?, Sukarumorudo) è la sesta delle tredici sorelle Valchirie. Diventa il völundr di Souji Okita nel decimo incontro del Ragnarok. Ama gli spadaccini e la scherma, venendo descritta come la valchiria più vicina all'anima dello spadaccino. Il suo potere, Tempo della spada, le permette di prendere tutta l'abilità di Souji con la spada (dal passato, dal presente e persino da un ipotetico futuro) e di condensarla per dargli il corpo definitivo di uno spadaccino, permettendogli così di sopportare pienamente il proprio potere.

### Randgridr
Radgridr (ラズグリーズ?, Razugurīzu) è La dodicesima delle tredici sorelle Valchirie. Diventa il völundr di Simo Häyhä nell'undicesimo incontro del Ragnarok. Il suo potere Patto di morte consente al cecchino di sparare proiettili speciali, ma il prezzo da pagare è un organo di Simo e diverse cicatrici su Radgridr.

## Einherjar
Sono gli umani scelti da Brunilde per partecipare al Ragnarok. I loro spiriti vengono evocati e riportati in vita quando erano al massimo della loro prestanza fisica per affrontare gli Dei al massimo della loro forza. Provengono da ogni parte del mondo e da varie epoche diverse. Nelle tribune ci sono vari personaggi storici di tutte le epoche e persone che hanno conosciuto i combattenti umani che scendono in campo tifando per loro.

### Lu Bu
Lü Bu (呂 布 奉先?, Ryo Fu Hōsen) è il primo combattente a scendere in campo per l'umanità e combatte contro Thor. In passato è stato un potente generale cinese che nessuno è mai riuscito a sconfiggere, infatti viene soprannominato "Il guerriero più forte della storia dell'umanità". Per tutta la sua vita ha cercato un avversario per potersi scontrare alla pari ma senza successo, per questa ragione era sempre annoiato e cadde in depressione e si consegnò a Cao Cao che lo condannò a morte, anche se ufficialmente venne sconfitto e catturato da quest'ultimo. Combatte utilizzando la sua alabarda, il völundr della quarta Valchiria, Randgriz, ma alla fine viene sconfitto e ucciso da Thor. Prima di morire è riuscito a provare finalmente la felicità che tanto desiderava nel poter affrontare un degno rivale. La sua armata, fedele al comandante, decide di seguire la stessa sorte. È il protagonista dello spin-off Record of Ragnarok: The Legend of Lu Bu Fengxiang che racconta la sua vita prima del Ragnarok. E' doppiato da Tomokazu Seki (ed. giapponese), Fausto Tognini (ed. italiana)

### Adamo
Adamo (アダム?, Adamu) è soprannominato il "Padre dell'umanità" e conosciuto come File No.00000000001 dagli dei e "Speranza dell'umanità" dagli umani. Essendo stato creato a immagine di un dio possiede un potere oculare detto "Piena visione divina", con la quale ha la possibilità di copiare ogni movimento dell'avversario. In passato venne cacciato dal paradiso perché, in seguito al tentato stupro di Eva da parte del Serpente, mangiò le mele dell'Albero della conoscenza per seguire la sua amata sulla Terra dove era stata esiliata; quando il Serpente, furibondo, tentò di eliminare entrambi gli amanti, Adamo lo uccise. Considera l'umanità intera la sua prole. Durante il torneo scende in campo al secondo round venendo affiancato dalla valchiria Reginleif che con la volundr si trasforma in un tirapugni. Affronta Zeus dove alla fine viene sconfitto e ucciso. E' doppiato da Sōma Saitō (ed. giapponese), Manuel Meli (ed. italiana)

### Sasaki Kojiro
Sasaki Kojirō (佐々木 小次郎?) conosciuto come "Il più grande perdente dell'umanità". In passato, per tutta la vita fino alla sua morte in duello per mano di Miyamoto Musashi, ha guadagnato immensa esperienza facendosi sconfiggere da avversari più forti di lui, per poi continuare ad affrontarli attraverso combattimenti mentali fino ad avere la meglio; poiché nel Ragnarok i combattenti tornano nel loro momento di massimo potere, Kojiro appare come un uomo di mezza età, nonostante sia morto giovane, in quanto anche nella morte ha continuato ad allenarsi mentalmente per accrescere la sua abilità con la spada. È un individuo spensierato e fiducioso delle sue capacità. Il suo völundr ha la forma di una katana ed è incarnata dalla seconda Valchiria Hrist. In tutti gli anni di allenamento ha sviluppato una tecnica unica nel suo genere che nessun altro è in grado di replicare, chiamata "Tsubame-Gaeshi". Scende in campo al terzo round dove affronta Poseidone che a gran sorpresa degli Dei riesce a sconfiggerlo e ad ucciderlo facendo ottenere all'umanità la prima vittoria. Assiste ai prossimi round insieme a Hrist e instaura un'amicizia con Souji Okita. E' doppiato da Kazuhiro Yamaji (ed. giapponese), Takuma Terashima (ed. giapponese, da giovane), Andrea Lavagnino (ed. italiana), Tito Marteddu (ed. italiana, da giovane)

### Jack lo squartatore
Jack lo squartatore (切り裂きジャック?, Kirisaki Jakku) è il figlio di una prostituta e di un commediografo fallito, dotato della capacità di vedere con l'occhio destro le emozioni delle persone in base al loro colore. Da piccolo subì un trauma che lo condusse alla pazzia e al provare piacere nell'incutere terrore nel prossimo; dopo aver ucciso i suoi genitori, fece perdere le sue tracce e iniziò la sua vita di serial killer, facendosi conoscere come Jack lo squartatore. Jack ha dei comportamenti da gentiluomo che nascondono la sua natura crudele e meschina: è intelligente, subdolo e astuto. Per la sua pessima fama è soprannominato "Il peggior assassino della storia dell'umanità". Il suo völundr è un paio di guanti e sono incarnati dall'undicesima Valchiria Hlökk. Scende in campo al quarto round dove affronta Eracle che riesce a sconfiggerlo e ad ucciderlo. Nello scontro con Eracle riesce infine a prevalere, ma il buon cuore del dio riesce a portare la luce nell'animo del serial killer, mostrando che Jack voleva solo essere amato. Assiste i prossimi round insieme a Hlokk nella sua stanza dove i due diventano amici, inoltre Jack rimane sorpreso delle abilità dei combattenti dell'umanità provenienti da varie epoche. E' il protagonista dello spin-off Record of Ragnarok - Lo strano caso di Jack lo squartatore dove narra la sua vita prima dell'inizio del Ragnarok con un inaspettato segreto. E' doppiato da Tomokazu Sugita (ed. giapponese) e Shuri Miyumi (ed. giapponese, da giovane), Gabriele Tacchi (ed. italiana) e Tatiana Dessi (ed. italiana, da giovane)

### Raiden Tameemon
Raiden Tameemon (雷電爲右エ門?) nato Seki Tarōkichi, è un lottatore di sumo giapponese del XVIII secolo. È considerato il miglior rikishi che sia mai esistito, anche se non è mai stato insignito del titolo di yokozuna, il massimo grado che può essere raggiunto da un lottatore professionista di sumo. Fin dalla nascita è affetto da ipertrofia muscolare, rendendo i suoi muscoli talmente potenti da rompergli ogni parte del suo corpo costringendolo a creare nuovi tessuti muscolare da controllarli. Per la sua incredibile forza e abilità è soprannominato "Il miglior lottatore di Sumo della storia". Il suo völundr è un esoscheletro contenitivo per i suoi muscoli, insignitogli dalla terza Valchiria Thrud, che gli permette di controllare pienamente tutti i suoi muscoli per la prima volta al punto da concentrare tutta la sua forza in determinati punti del corpo, tanto da riuscire a ferire le divinità a mani nude. Il suo carattere è quello di un pervertito che pensa solo al cibo, alle belle donne e a dormire, ma in realtà prende molto sul serio la lotta e desidera liberare gli uomini dal giogo degli dèi. Scende in campo al quinto round dove affronta Shiva e con la volundr riesce a combattere per la prima volta al massimo della sua forza, tuttavia viene sconfitto e ucciso ma muore felice perché finalmente ha potuto combattere senza limitarsi. E' doppiato da Subaru Kimura (ed. giapponese) e Misato Matsuoka (ed. giapponese, da giovane), Maurizio Merluzzo (ed. italiana) e Tatiana Dessi (ed. italiana, da giovane)

### Gautama Buddha
Gautama Buddha (釈迦?, Shaka) il dio buddista dell'illuminazione. È il secondo dio che si presenta, oltre a Eracle, a essere nato come umano per poi trascendere a divinità, dopo aver capito il senso di ottenere la felicità superando le avversità della vita, e divenendo uno dei Quattro Saggi, un gruppo di filosofi che include Confucio, Socrate e Gesù. Ha un atteggiamento accomodante e non sembra prendere nulla sul serio, affermando spavaldamente che l'unico da cui prende ordini è sé stesso, giurando che avrebbe fatto di tutto per salvare l'umanità dal destino impostale dagli dèi, e ama molto i dolci; per questo motivo viene definito "Il più forte adolescente della storia". La sua arma è il Bastone delle sei vie, il quale immagazzina il potere dei sei Buddha guardiani dei sei regni permettendogli di cambiarne la forma in base alle sue emozioni. Durante il quinto round si scopre che Buddha ha creato il concetto dietro l'esistenza dei völundr delle Valchirie: quando due persone rischiano la vita insieme, possono entrambe raggiungere il loro pieno potenziale. È attraverso questo concetto che gli esseri umani sono in grado di danneggiare gli dèi con le loro armi divine. Accusato di tradimento, Buddha riesce a evitare il linciaggio da parte di Loki e Bishamonten grazie all'intervento di Kojiro e Souji e poi di Zeus e Odino, che impongono agli dèi di non scontrarsi tra loro finché il torneo non sarà concluso. Nonostante Buddha partecipi al sesto round del Ragnarok come lottatore degli dèi su richiesta di Zeus stesso, decide di combattere dalla parte degli umani. Si trova così ad affrontare Bishamonten, fusosi con le altre Sette divinità della fortuna in un unico essere chiamato Zerofuku, riuscendo facilmente a dominare l'incontro finché il suo avversario non viene posseduto dal demone Hajun, che riesce a metterlo in difficoltà. Riesce, infine, a sconfiggerlo creando un völundr proprio con Zerofuku. E' doppiato da Yuichi Nakamura (ed. giapponese), Leonardo Graziano (ed. italiana) 

### Qin Shi Huang
Qin Shi Huang (秦始皇?, Shikōtei) nato con il nome di Yíng Zhèng (嬴政), è considerato il primo imperatore della Cina, poiché fu il primo sovrano storico a fregiarsi di tale titolo, dopo aver ucciso il demone Chi You e riunificato nel 221 a.C. tutti i regni allora divisi sotto il suo dominio, nonostante sia considerato da molti un tiranno. Ha l'aspetto di un uomo giovane con gli occhi bendati e con indosso un abito che, curiosamente, ricorda quello delle imperatrici cinesi, tra cui cinque zhijiatao nelle mani. Il suo völundr sono dei paraspalle a piastre, ma ancor prima di utilizzarlo Qin dimostra di possedere forza e riflessi paragonabili a quelli degli dèi, oltre a riuscire a vedere il flusso di qi in modo da indebolire l'avversario e a padroneggiare lo stile Chi You, un'arte marziale creata combattendo contro il demone che comprende cinque stili di combattimento, i quali prendono il nome dai cinque strumenti di guerra che si pensa siano stati creati dallo stesso: balestra, spada, alabarda, lancia e armatura. Questa immensa forza, però, nasconde una particolare forma di sinestesia tattile-speculare: a causa del fatto di essere stato abbandonato e odiato fin dall'infanzia per via di ciò che il generale Bai Qi fece al termine della battaglia di Changping, ogni volta che vede qualcuno farsi male subisce lo stesso dolore. Affronta Ade nel settimo round, riuscendo a sconfiggerlo ed ucciderlo. La sua valchiria si trasforma prima in spallacci leggeri e poi in una spada. È estremamente arrogante e sicuro di sé, orgoglioso del proprio rango di imperatore tanto da entrare negli spalti degli dèi, sedersi sulla sedia di Ade e intimare ad Ares ed Ermes di inginocchiarsi davanti a lui, per poi mettere facilmente al tappeto il primo quando cerca di attaccarlo. Scende in campo al settimo round dove affronta Ade arrivando ad ammirarlo. Alla fine Qin Shi Huang sconfigge e uccide Ade facendo ottenere la quarta vittoria agli umani e facendoli passare in vantaggio per la prima volta dall'inizio del Ragnarok. E' doppiato da Kaito Ishikawa (ed. giapponese)

### Nikola Tesla
Nikola Tesla (ニコラ・テスラ?, Nikora Tesura) un inventore serbo-americano del XX secolo, famoso grazie alle sue invenzioni e scoperte che hanno cambiato per sempre il mondo. Conosciuto come lo "Scienziato pazzo definitivo del suo tempo", Nikola Tesla è un uomo di scienza che ama profondamente il suo lavoro e le leggi della fisica, e per questo si rifiuta di permettere a qualcuno di paragonarli alla magia - anche se Brunilde lo considera l'unico umano nella storia che può essere definito uno stregone. A volte, però, la sua passione per la scienza lo porta a comportarsi in modo insensibile o scortese, come quando ha iniziato a toccare e fissare Göndul per vedere se fosse un "materiale" in grado di trasformare la sua teoria sul völundr in realtà: il risultato è un'armatura meccanica chiamata Super Automaton β, la quale, a differenza dei precedenti völundr, si tratta di un'invenzione dello stesso Tesla aiutato da altri scienziati (Thomas Edison, Galileo Galilei, Marie Curie, Albert Einstein, Isaac Newton e Alfred Nobel); quest'armatura è in grado di potenziare le sue capacità fisiche e di convertire l'energia vitale di Göndul in elettricità ad alto voltaggio che rilascia con i colpi. Ciò porta anche alla dispersione della cosiddetta "super particella Tesla" che, una volta ricoperta una determinata area, crea la Gematria Zone, una gabbia elettrica al cui interno Tesla è in grado di attivare un sistema antigravitazionale in modo da poter fluttuare e spostarsi a grandi velocità, tanto da riuscire a teletrasportarsi ma solo per tre volte, oltre il quale sia lui che Göndul rischiano di morire. Scende in campo all'ottavo round dove affronta Belzebù. Dopo una dura battaglia, viene sconfitto da Beelzebù, annunciando però che, grazie agli avanzamenti della scienza e al suo indomabile spirito di miglioramento, l'umanità sopravviverà al Ragnarok. E' doppiato da Makoto Furukawa (ed. giapponese)

### Leonida
Leonida (レオニダス?, Reonidasu) il leggendario re di Sparta che si sacrificò con 300 spartani nella Battaglia delle Termopili per contrastare l'avanzata dell'esercito persiano. È un uomo molto imponente e muscoloso con varie cicatrici sul corpo, e durante l'incontro indossa abiti da soldato militare moderni. Essendo uno spartano è un soldato molto orgoglioso (tant'è che ha continuato ad allenarsi insieme ai suoi soldati anche dopo la morte), definendosi il guerriero più forte dell'umanità al punto da dire a Brunilde che avrebbe combattuto solamente nel primo o nell'ultimo incontro, ma dopo aver scoperto che il suo avversario è Apollo decide di scendere in campo nel nono: viene rivelato infatti che gli anziani di Sparta rifiutarono di schierare i soldati a difesa a causa della festa legata al dio, ma Leonida si rifiutò e scelse di lottare, ottenendo l'ammirazione di molti soldati e venendo conosciuto come il "Ribelle più forte nella storia umana". Durante lo scontro ha modo di conoscere Apollo arrivando al punto da rispettarlo e alla fine sconfitto e ucciso dal Dio ma prima di spirare è felice di aver ottenuto una morte gloriosa per mano sua. Il suo völundr è uno scudo aspis ed è incarnato dalla quinta valchiria Geirölul, capace di trasformarsi in varie armi. E' doppiato da Hiroshi Shirokuma (ed. giapponese)

### Souji Okita
Souji Okita (沖田 総司?, Okita Sōji) capitano della prima divisione della Shinsengumi, la polizia speciale giapponese del XIX secolo, considerato lo spadaccino più forte del corpo e soprannominato "l'Ammazzauomini" per aver ucciso un gran numero di persone quando svolgeva missioni. Si presenta come un ragazzo dai lunghi cappelli a coda di cavallo, con una frangia che gli copre spesso gli occhi, e l'haori tipico della Shinsengumi. Prova un immenso piacere nel combattere, aspettando con ansia il suo incontro nel Ragnarok e rimanendo affascinato dal fatto che vi stiano partecipando i migliori combattenti della storia umana, al punto da esprimere apertamente il suo desiderio di combattere con loro un giorno. Possiede un certo senso di giustizia in cui odia e disprezza ogni tipo di male, mostrando un lato feroce e persino sadico. Quando Souji raggiunge l'apice dell'eccitazione il suo cuore inizia a pompare sangue tre volte più del normale, risvegliando le cellule muscolari di tutto il suo corpo e consentendogli di utilizzare abilità sovrumane: ad esempio, è in grado di muoversi a velocità folli confondendo facilmente i suoi avversari in molti modi, saltare e muoversi con i suoi riflessi alla stessa velocità e sferrare più fendenti nello stesso momento; come sottoprodotto di questo processo gli occhi di Souji diventano rossi. In vita, tuttavia, non fu mai in grado di raggiungere il suo pieno potenziale a causa della tubercolosi - che lo portò a spirare sul letto piuttosto che sul campo di battaglia -, ma grazie all'intervento della sesta valchiria Skalmöld, il cui völundr prende la forma di una katana, Souji è in grado di superare i propri limiti tanto da emanare un'aura rossa, in particolare intorno agli occhi e dalla bocca dando l'impressione di essere un demone. Insieme al suo comandante Isami Kondo assiste agli incontri del Ragnarok, durante i quali difendono Buddha insieme a Kojiro Sasaki da Loki e le Sette divinità della fortuna. Dopo aver visto la sconfitta di Leonida si offre volontario per il decimo round affrontando Susano'o no Mikoto, riuscendo a sconfiggerlo portando il proprio corpo al limite nonostante le diverse ferite subite. In punto di morte, Souji viene salvato da Izanagi, il quale, seppur rattristato per la perdita di Susano'o, ammette di non nutrire rancore verso l'umanità per aver dato un senso all'esistenza di suo figlio. E' doppiato da Tsubasa Yonaga (ed. giapponese)

### Simo Häyhä
Simo Häyhä (シモ・ヘイヘ?, Shimo Heihe) un soldato finlandese che viene considerato il cecchino più forte della storia umana, tanto da essere soprannominato "Morte Bianca" per aver ucciso circa 500 soldati durante la guerra d'inverno. Per la sua abilità è soprannominato "Il miglior cecchino della storia dell'umanità". È completamente ricoperto di abiti pesanti, così come il volto da una ghetta di lana da cui traspaiono solo gli occhi, presumibilmente per nascondere la deturpazione della mascella sinistra che gli fu causata da un proiettile esplosivo oppure il proprio respiro in ambienti freddi per celare la sua posizione. La sua volundr gli permette di trasformare i suoi organi in proiettili speciali in grado di moltiplicarsi e cambiare la traiettoria, quindi ogni volta che spara lui a sua volta perde un organo. Ha deciso di utilizzare questo metodo come ammenda per tutte le persone che ha ucciso durante la guerra. Tiene il conto di tutte le persone che ha ucciso per non dimenticare nessuna di loro. Scende in campo nell'undicesimo round dove affronta Loki riuscendo a sconfiggerlo.

### Michel Nostradamus
Michel Nostradamus (ミシェル・ノストラダムス?, Misheru Nosutoradamusu) uno dei rappresentanti degli umani a partecipare al Ragnarok, conosciuto come il "Profeta del secolo". Ha l'aspetto di un ragazzino effeminato con indosso abiti caratteristici delle persone ricche del suo tempo e, in linea con il suo aspetto, possiede una personalità infantile, stravagante ed eccitata ma allo stesso tempo accomodante. Gli piace fare scherzi per il semplice gusto di infastidire gli altri: ad esempio, dopo la fine del sesto round, appare davanti a Brunilde e Göll prendendo l'aspetto della prima oppure mente alla giovane valchiria dicendo di aver previsto che gli dèi avrebbero vinto il Ragnarok. È anche molto curioso fino all'ossessione, non preoccupandosi delle conseguenze delle sue azioni, dato che ha persino provato a distruggere il Bifröst solo per sapere cosa sarebbe successo se lo avesse fatto e divenendo l'unico umano a essere gettato nell'Helheim, cosa di cui, però, non si preoccupa in quanto è abbastanza forte da uscirne quando vuole. Per questo Brunilde lo considera l'"Uomo più odioso di tutta la storia umana", e l'unica ragione per cui partecipa al Ragnarok è perché lo ritiene la sua carta vincente contro gli dèi.

### Sakata Kintoki
Sakata Kintoki (坂田金時?) uno dei rappresentanti degli umani a partecipare al Ragnarok. Ha l'aspetto di un uomo giovane e muscoloso con un'ampia e distinta cicatrice che va dal lato destro della fronte fino all'estremità del naso, indossa una bandana con una strana protuberanza affilata sul lato destro e sfoggia dei geta sotto cui sono presenti delle lame in modo simile ai pattini da ghiaccio, mostrando le unghie dei piedi lunghe e simili a quelle animali. Dopo la conclusione del settimo incontro viene incaricato da Buddha di trovare Sigfrido.

## Squadra degli Dei
Gli dèi selezionati per affrontare gli umani durante il Ragnarok. Ciascuno di loro è dotato di forza, abilità e tecniche di combattimento uniche. Non possono essere scalfiti da armi umane, per questo le Valchirie diventano völundr per gli umani, in modo da ferirli e ucciderli. La maggior parte di loro, vincitori o vinti, finiscono per ammirare la forza degli umani e ne riconoscono il valore. Sugli spalti appaiono gli dèi del loro pantheon e i loro sostenitori.

### Thor
Thor (トール?, Tōru) è il più forte dio nordico e il rappresentante degli dèi nel primo scontro con Lü Bu. In combattimento brandisce il suo martello Mjöllnir, il quale è in realtà un essere vivente che, una volta sveglio, sprigiona un calore intenso e permette a Thor di liberare tutta la sua potenza senza distruggerlo, rimuovendosi i guanti Járngreipr che agiscono come limitatori della sua forza. Maniaco della battaglia, ha un grande interesse per il combattimento, soprattutto con avversari forti. Nell'incontro contro Lü Bu riesce a vincere e a ucciderlo, provando gioia per aver affrontato un nemico alla sua altezza, ma mostrando anche un velo di tristezza per colui che è stato l'unico ad averlo costretto a dare tutto sé stesso. Thor ammetterà infine di averlo considerato un amico. Nonostante non abbia dato un parere sul Ragnarok lui rispetta tutti coloro che sono scesi nell'arena e i combattenti caduti, al punto da mettersi perfino contro suo padre Odino affermando che se avrebbe interrotto il Ragnarok per le sue motivazioni personali lo avrebbe ucciso. Nonostante questo suo carattere guerrafondaio è un dio molto taciturno e preferisce rimanere da solo, inoltre a differenza di Odino e Loki è molto corretto e non sopporta i soprusi. Infatti nel manga uccide Incubus che stava tentando di violentare Brunilde. Assiste i successivi round da solo nella sua stanza. E' doppiato da Hikaru Midorikawa (ed. giapponese), Sacha De Toni (ed. italiana)

### Zeus
Zeus (ゼウス?, Zeusu) conosciuto come il "Re del cosmo", è il sovrano degli dèi e il capo del Concilio del Valhalla. È un vecchio molto gracile ma può aumentare a dismisura la sua muscolatura. La sua abilità speciale è Adamas, grazie alla quale comprime i suoi muscoli per rendere il suo corpo duro come il diamante, oltre che a un colpo che apprese dal padre Crono prima di sconfiggerlo, che gli permette di scatenare un pugno così potente e veloce da superare il tempo stesso. Ha perso tutti i denti nello scontro con suo padre Crono. In origine Zeus deve scendere in campo all'ultimo round ma è talmente entusiasta di combattere che decide di combattere al secondo round contro Adamo e, dopo un duro scontro, riesce infine a sconfiggerlo. È da questo combattimento che Zeus cessa di sottovalutare gli umani. Assiste con interesse ai combattimenti successivi, rimproverando i suoi figli qualora cedano alla paura o alla disperazione se un dio viene danneggiato gravemente. Dopo la morte di Poseidone ammette che gli umani sono incredibilmente forti e che nei prossimi incontri le divinità devono combattere seriamente. Conosce ogni abilità di tutte le divinità, infatti Ares chiede sempre a lui informazioni riguardo agli altri dei che scendono in campo. E' doppiato da Wataru Takagi (ed. giapponese), Alessandro Ballico (ed. italiana)

### Poseidone
Poseidone (ポセイドン?, Poseidon) il dio del mare, combatte nel terzo round contro Sasaki Kojiro. Detesta profondamente gli umani e ritiene che un dio basti per sé stesso e non abbia bisogno di sostegno, aiuto o alleati: lo dimostra il fatto di aver quasi ucciso e fatto cancellare dalla storia il fratello maggiore Adamas quando questi, irritato del fatto che fosse stato Zeus a essere eletto come nuovo re del cosmo dopo la Titanomachia, aveva ordito una congiura. Rimane sempre freddo e impassibile, e per i suoi modi intransigenti viene temuto dagli altri dei. Combatte con il suo tridente, mostrando le sue abilità idrocinetiche solamente al suo ingresso nell'arena. Agguerrito fino all'ultimo, cerca di eliminare Kojiro anche se menomato, ma morirà per mano dell'umano. Considerato una delle divinità più potenti in assoluto, la morte di Poseidone scuote i pantheon di tutte le divinità, mandando in frantumi la loro assoluta convinzione di essere insuperabili contro gli umani. E' doppiato da Takahiro Sakurai (ed. giapponese), Roberto Fedele (ed. italiana)

### Eracle
Eracle (ヘーラクレース?, Heirakureisu) è il forzuto dio della giustizia, e combatte nel quarto round contro Jack lo squartatore, venendo sconfitto ed ucciso da lui. In passato era un umano gracile e debole conosciuto come Alcide, il quale però fu spinto dal suo senso di giustizia a difendere i più deboli. Col passare del tempo e delle lotte, divenne sempre più forte, finché un giorno, nel 2000 a.C., Tebe venne assalita da Ares, alla testa del suo esercito. Alcide si fece avanti e bevve l'ambrosia davanti a tutti, dèi e cittadini di Tebe, e si trasformò in un essere forzuto che sterminò l'esercito di Ares e si batté alla pari con quest'ultimo. Zeus intervenne e fermò entrambi, e chiese ad Alcide, ora Eracle, di diventare un dio, conscio del suo enorme senso di giustizia e che il suo potere lo avrebbe reso presto incontrollabile; Eracle accettò a condizione che l'umanità venisse lasciata in pace, e da allora gli dèi hanno smesso per quattromila anni di intervenire negli affari umani fino all'ultimo consiglio del Valhalla. Combatte con la sua Mazza divina, in grado di cambiare forma quando usa delle tecniche basate sulle dodici fatiche, le quali, benché potenti, ogni volta che vengono eseguite espandono il tatuaggio presente nella parte destra del corpo provocandogli un'immensa quantità di dolore. E' doppiato da Katsuyuki Konishi (ed. giapponese), Federico Viola (ed. italiana)

### Shiva
Shiva (シヴァ?) è il dio indiano della creazione e della distruzione e la divinità più prominente nel pantheon indù, divenutolo dopo aver scalato il monte dello Svarga e sconfitto le diverse divinità che vi risiedevano, tra cui, alla fine, anche il suo migliore amico Rudra. Si distingue per la pelle viola, le quattro braccia e un terzo occhio in mezzo alla fronte. Sebbene sia molto superbo sa essere anche gentile. Il suo stile di combattimento è basato sulla danza indiana Tandava dove riesce a sincronizzare i passi della danza con i vari colpi, inoltre quando balla il suo corpo diventa talmente incandescente da bruciare l'avversario se lo tocca. La sua forma finale si chiama "Tandava Karma" dove qui la sua pelle diventa rossa a causa dell'enorme calore che sprigiona il suo corpo e dietro la schiena emette delle fiamme blu e rosse. Non ha mai utilizzato questa tecnica prima dell'incontro perché può portarlo alla morte se la usa troppo a lungo. Viene scelto per il secondo incontro, ma Zeus deciso a scendere in campo al secondo round gli fa cambiare idea. Alla fine Shiva scende in campo al quinto round dove affronta Raiden Tameemon, riuscendo alla fine a sconfiggerlo e a consegnare agli dèi la loro terza vittoria, ammirando la forza mostrata dal suo avversario per averlo spinto al limite e chiamandolo col suo nome. E' doppiato da Tatsuhisa Suzuki (ed. giapponese), Enrico Chirico (ed. italiana)

### Zerofuku
Zerofuku (ゼロ服? lett. "zero fortuna") una giovane divinità che un tempo donava fortuna a coloro che lo circondavano assorbendo tutte le loro disgrazie, facendoli però cadere nella depravazione e nell'edonismo finché non vennero salvate da Buddha, insegnando che per essere felici le disgrazie vadano affrontate. Ciò portò Zerofuku a provare gelosia nei suoi confronti, cosa che, unita alla sfortuna che aveva assorbito, lo corruppe, ma capendo di avere ancora a cuore l'umanità decise di scindersi in sette parti, i quali sarebbero stati conosciuti come le Sette divinità della fortuna: Bishamonten, Daikokuten, Jurojin, Fukurokuju, Hoteison, Ebisu e Benzaiten. Quando Buddha decide di lottare per l'umanità nel sesto round, le Sette divinità della fortuna scendono in campo come rappresentanti degli dèi per giustiziarlo, fondendosi e tornando a essere Zerofuku. Durante lo scontro crea diverse armi tramite il suo stesso corpo usando la biocinesi e potenziandole con la sua sfortuna, ma non riesce ad avere ragione sul suo avversario e finisce per disperarsi, finché Buddha non fa capire a Zerofuku che prima di essere amato dagli altri deve amare sé stesso. Finalmente consapevole della propria situazione, Zerofuku ha un ultimo confronto a mani nude con Buddha e ne esce sconfitto, provando comunque un senso di felicità e decidendo di continuare ad aiutare gli altri. All'improvviso, però, viene posseduto da Hajun, un demone che devastò l'Oltretomba secoli prima e che gli fu iniettato da Belzebù a sua insaputa. Quando il demone distrugge l'arma divina di Buddha, Zerofuku crea un völundr tra la sua anima e Buddha generando la Grande spada del nirvana: Zero, con cui insieme riescono a sconfiggere Hajun. In seguito alla sua morte, però, muore anche Zerofuku, non prima di essersi riappacificato con Buddha insieme alle Sette divinità della Fortuna. E' doppiato da Ayumu Murase (ed. giapponese), Sara Imbriani (ed. italiana)

### Hajun
Hajun (波旬?) conosciuto come "il berserker degli Inferi" e "il Re demone del Sesto Cielo", Hajun era un demone estremamente potente che causò la distruzione di metà dell'Helheim prima che venisse governato da Ade, finché un giorno scomparve improvvisamente senza lasciare tracce, ucciso dal suo stesso potere. Belzebù riuscì a trovarne i resti, con cui creò un seme simile a un parassita che impiantò in Zerofuku. Si manifesta improvvisamente durante il sesto incontro del Ragnarok, prendendo possesso di Zerofuku per combattere contro Buddha, sfruttando la biocinesi del suo ospite e la propria anima nera per contrastare le capacità di percezione del suo avversario, mostrando dopo un iniziale comportamento calmo il suo sadismo e arroganza, definendosi l'essere supremo. Quando, però, Zerofuku crea un völundr tra lui e Buddha, il dio riesce a contrastare gli attacchi di Hajun, portandolo a dubitare della sua forza e rendendosi finalmente vulnerabile alle capacità di Buddha, che riesce a ucciderlo. E' doppiato da Tetsu Inada (ed. giapponese), Gianluca Tusco (ed. italiana)

### Ade
Ade (ハデス?, Hadesu) fratello di Zeus e Poseidone e sovrano dell'Oltretomba. Si presenta come un uomo vestito elegante, con dei fluenti capelli e l'occhio destro coperto da un monocolo. Nonostante non sia sulla lista dei combattenti, raggiunge il Valhalla durante il sesto incontro dopo aver saputo della morte di Poseidone e decide di prendere il posto di Buddha combattendo per gli dèi nel settimo round contro Qin Shi Huang, per vendicare il fratello ucciso. Tuttavia, Ade finisce per essere a sua volta sconfitto ed ucciso dal suo avversario, provando comunque rispetto per lui sia come guerriero che come re. Combatte con un bidente che fonde con i resti del tridente di Poseidone donatigli dal dio dei fiumi Proteo, tale è l'affetto che prova per il fratello tanto da definirlo adatto al titolo di "re" più di lui. Proprio per questo, durante lo scontro con Qin Shi Huang, Ade riconosce l'ironia di star combattendo con qualcuno di simile a Poseidone, in quanto la filosofia di imperatore di Qin gli ricorda quella del fratello. Suo asso nella manica è il suo stesso sangue divino, chiamato Pluto Ichor, che potenzia il suo bidente a scapito di un prosciugamento della forza vitale. Considerato imbattibile e perfino più forte di Poseidone, la sua morte stranvolge ancora di più gli dei. E' doppiato da Ryōtarō Okiayu (ed. giapponese), Davide Albano (ed. italiana)

### Belzebù
Belzebù (ベルゼブブ?, Beruzebubu) una nota divinità nel pantheon abramitico e flisteo, raffigurato come un demone nella tradizione ebraica e cristiana conosciuto come il Signore delle mosche, mentre tra gli dèi Anatema, in quanto si pensa che venne maledetto da Satana al momento della sua nascita portando sventura a chiunque gli sia vicino. Belzebù scoprì che in realtà era lui stesso Satana, quando quest'ultimo si impossessò del suo corpo e uccise Lucifero, Samael e Azazel, gli unici che erano riusciti a diventare suoi amici, e Lilith, che nell'aiutarlo nella sua ricerca si innamorò di lui, capendo che le possessioni accadevano quando raggiungeva il picco della felicità. Da quel momento si pose l'obiettivo di creare un essere in grado di ucciderlo così da eliminare anche Satana, divenendo apatico verso tutti e vedendoli solamente come delle cavie senza alcun rimorso o senso di colpa. È noto per essere uno scienziato estremamente abile, in particolare nel campo della biologia, avendo un intero laboratorio nella sua stanza per sperimentare su una grande quantità di creature, al punto che Ade gli ha chiesto di salvare la vita ad Adamas dopo che quest'ultimo era stato ferito mortalmente da Poseidone. La sua abilità innata è quella di far vibrare il suo corpo ad alte frequenze, utilizzando la mano destra per l'attacco e la sinistra per la difesa, e amplificandole grazie al Bastone di Apomyius, dono ricevuto da Ade a seguito di una battaglia dopo avergli rivelato che il tatuaggio lasciatogli da Lilith, che gli impediva di morire, non era una maledizione ma una preghiera per continuare a vivere. Mostra interesse per l'apparizione di Hajun durante il sesto incontro, in quanto fu proprio Belzebù a trovarne i resti e a creare un parassita con lo scopo di resuscitarlo, per poi impiantarlo in Zerofuku mentre dormiva. Alla fine dell'incontro decide di bruciare le sue ricerche su Hajun dopo la morte di quest'ultimo, venendo sorpreso da Odino il quale sa la verità e lo ammonisce che non permetterà a nessuno di interrompere il Ragnarok. Belzebù, tuttavia, respinge l'avvertimento con sufficienza, facendo infuriare il dio. Inizialmente indifferente verso gli umani, ritenendoli indegni della sua attenzione, dopo la morte di Ade per mano di Qin Shi Huang, tuttavia, Belzebù decide di sradicarli una volta per tutte, salvando in seguito Brunilde e Göll da Adamantine per non interrompere il Ragnarok. Partecipa all'ottavo incontro in cui affronta Nikola Tesla, uscendone vincitore e imparando ad apprezzare la vita. E' doppiato da Daisuke Namikawa (ed. giapponese)

### Apollo
Apollo (アポローン?, Aporon) Dio del Sole del pantheon greco. Si presenta come un dio attraente con lunghi capelli rosa chiaro fluenti che arrivano fino al busto e un buon fisico, e questa sua bellezza lo rende estremamente narcisista. Quando ha sentito la notizia della morte di altri dèi greci nel Ragnarok, la sua prima reazione non è stata quella di piangerli ma piuttosto di desiderare di poter essere lì per vedere le loro morti perché dovevano essere bellissime. Disprezza gli esseri umani al punto da considerarli animali. Non gli importa nulla del Ragnarok e non ha assistito a nessun incontro, infatti quando Zeus gli chiede di partecipare al nono round in un primo momento rifiuta ma dopo aver appreso la morte di Poseidone, Eracle e Ade decide di accettare per vendicare i suoi compagni caduti. Combatte con fili dorati che trasforma in ciò che vuole ed è abile nella boxe. All'inizio dello scontro considera Leonida un essere inferiore che deve solamente inginocchiarsi a lui, ma man mano che combatte riconosce le abilità dello spartano fino a rispettarlo, tanto che, dopo aver vinto, decide di tenere le cicatrici dello scontro. E' doppiato da Kenichi Suzumura (ed. giapponese)

### Susano'o no Mikoto
Susano'o no Mikoto (須佐之男命?, Susanoo no Mikoto) Dio delle tempeste e del mare del pantheon shintoista e uno dei Tre preziosi figli del dio della creazione Izanagi insieme ai fratelli Amaterasu Okami e Tsukuyomi no Mikoto. È un uomo imponente dai lunghi capelli blu con qualche ciocca bianca e folte sopracciglia simili a nuvole. Susano'o dà l'impressione di essere una persona molto seria e potente, la cui sola presenza quando entra nella sala degli dèi è sufficiente a far sentire Ares come se venisse schiacciato, ma è anche molto spensierato e testardo. È noto per aver ucciso il serpente Yamata no Orochi dal cui cadavere ottenne la spada Ame-no-Murakumo no Tsurugi, e con essa scacciò tutti gli dèi malvagi dal Takamagahara facendosi temere sia come il più forte "Ammazzadèi" che come "Aragami" (荒神, lett. "Dio feroce"). Fu incaricato dal padre di governare le terre del Giappone antico, finché non rinunciò alla sua posizione per imparare l'arte della spada dall'umanità - divenendo noto come il Dio delle spade - verso cui nutre un amore molto profondo, tanto da rimanere colpito dagli umani che sono stati in grado di coltivarla ed evolverla nel corso della loro lunga storia. Tra tutti gli spadaccini prova grande rispetto per quelli vissuti nell'era Bakumatsu poiché furono in grado di affinare l'arte della spada al suo apice e creare l'arte dell'"ammazzauomini". Quando scopre che il più forte in tale pratica, Souji Okita, sarebbe sceso in campo al decimo round, decide di combatterlo sostituendo Anubi; oltre a ciò, decide di fondere e rielaborare la propria arma grazie agli sforzi congiunti dei fabbri di spade umani (Yasutsuna Hoki, Munechika Sanjo e Kunitsuna Awataguchi) e i fabbri degli dèi (Kanayagoshin ed Efesto) nella katana Onikiri Ame-no-Murakumo, affermando che non esiste lama migliore ed è la più adatta contro il suo avversario. Durante lo scontro, tuttavia, la spada viene distrutta, ma questo lo porta a sbloccare la tecnica Musouken, in cui, pur non avendo una spada, colpisce il nemico da lontano e solo l'interno del corpo; lo svantaggio è che chiunque l'abbia usata sia morto, ma essendo un dio Susano'o può usarla più di una volta a scapito, però, della sua forza vitale, cosa che, alla fine, porterà alla sua sconfitta.

### Loki
Loki (ロキ?, Roki) Dio norreno degli inganni e nipote di Odino, contraddistinto da un comportamento molto ambiguo e ama prendersi gioco di tutti ma che, tuttavia, nasconde un individuo sagace e intelligente. Trova divertente il piano di Brunilde - verso cui nutre un amore segreto al punto da avere una bambola con le sue fattezze - nel far combattere gli dèi contro gli umani, convinto che non ci sia possibilità per i mortali di sconfiggere una divinità. La caduta di Poseidone stravolge le sue convinzioni, ma il dio continua a divertirsi dietro le quinte per vedere chi sarà il prossimo a essere sconfitto. Intuisce la vera natura dei völundr e per questo si confronta con Buddha, la cui filosofia rispecchia il concetto delle armi delle Valchirie, accusandolo di tradimento e tentando di linciarlo con l'aiuto delle Sette divinità della fortuna. Intuisce che Brunilde, oltre a salvare l'umanità, stia cercando di salvare il suo amato Sigfrido e teme che Odino la ucciderà una volta che gli dèi avranno ottenuto la vittoria nel Ragnarok. I suoi poteri comprendono il mutare forma, la levitazione e la creazione di portali, con cui può teletrasportarsi e anche evocare dal palmo delle mani due uncini legati a una catena. Il suo potere principale si chiama Heimskringla che gli permette di creare qualsiasi cosa o persona che tocca, come ha dimostrato nel creare copie di Thor, Odino ed Ercole; A sua volta può creare una copia di se stesso con la sua personalità e poteri in grado di agire autonomamente e infine con le copie create condivide la vista in grado di osservare da ogni angolazione il nemico. È, inoltre, un esperto tassidermista, come lo dimostrano i molteplici animali impagliati nelle sue stanze, il che lo dota di un alto grado di conoscenza del corpo. Si scoprirà essere innamorato non ricambiato di Brunilde e del suo sorriso, per questo da freddo e serio divenne dispettoso e insopportabile, ma per sbarazzarsi del suo rivale Sigfrido lo fece rinchiudere, portando Brunilde a proporre il Ragnarok. Loki rimase sconvolto nel vedere che Brunilde non era più la stessa: la sorale e gentile dea, era diventata distaccata e fredda, avendo perso ogni tipo di felicità. Si offre volontario per l'undicesimo round affrontando Simo Hayha venendo sconfitto da quest'ultimo. I suoi ultimi pensieri sono rivolti a Brunilde che avrebbe tanto voluto rivelare i suoi sentimenti per lei. E' doppiato da Yoshitsugu Matsuoka (ed. giapponese), Mirko Cannella (ed. italiana)

### Anubis
Anubis (アヌビス?, Anubisu) Dio egizio dei riti funerari, protettore delle tombe e guida degli inferi. Ha l'aspetto di un ragazzo dalla pelle scura con i capelli raccolti in una treccia e porta un copricapo che raffigura il volto di uno sciacallo, oltre ad avere unghie e canini lunghi. Come lascia trasparire il suo aspetto Anubis è estremamente energico e infantile, incline a correre a quattro zampe e a ripetere brevi frasi quando si sente particolarmente felice o irritato, rispettivamente festeggiando o arrabbiandosi immediatamente. Sceglie di combattere nel decimo round ma viene fatto desistere da Susano'o.

### Odino
Odino (オーディン?, Ōdin) Re degli dèi nordici e padre di Thor. Si mostra come un uomo di mezza età molto alto, robusto e con barba, capelli e vesti bianche (neri nell'anime). È sempre in compagnia dei suoi due corvi Huginn e Muninn che parlano al suo posto. Non parla mai rimanendo sempre taciturno e raramente esprime emozioni dimostrandosi molto neutrale. In realtà possiede una personalità malvagia e un piano piano diabolico che consiste nello sterminare tutte le divinità e la razza umana e l'unico modo per farlo è grazie al Ragnarok. Secondo una leggenda narrata da Sigfrido , Odino era originariamente un "Dio senza nome" che un giorno trovò la spada Gram che conteneva l'anima del Dio Primordiale Odino dell'Yggdrasil: i 4 sovrani del cosmo durante l'era primordiale, finché non fu sigillato durante il "Ragnarok originale". Ottenne una saggezza immensa e cominciò a ideare il piano per sterminare tutta l'umanità e tutte le divinità, per farlo aveva bisogno dei 4 tesori dei sovrani primordiali e alla fine riuscì ad ottenerli tutti ma sbloccare il sigillo per ottenere il potere necessario ha bisogno di un contenitore e alla fine scopre che si tratta di Sigfried e lo imprigionò. Il suo obiettivo è quello di vincere il Ragnarok per poi effettuare il rituale che avrebbe risvegliato il vero Odino e attuato il suo piano. Si presenta sugli spalti degli altri dèi superiori assistendo al Ragnarok. Dopo la fine del sesto incontro, Odino sorprende Belzebù nella sua stanza in quanto ha capito che c'è lui dietro l'apparizione di Hajun, affermando che stava aspettando da molto tempo la preparazione del Ragnarok e non permetterà a nessuno di interromperlo. Durante il decimo round Buddha e Belzebù intuiscono i suoi piani e cercano di ottenere informazioni ma tutti vengono fermati da Thor che ribadisce che qualunque dissapore ci fosse tra loro si sarebbe svolto dopo il Ragnarok. E' doppiato da Shō Hayami (ed. giapponese), Roberto Fidecaro (ed. italiana)

## Divinità
Le varie divinità di tutti i pantheon che assistono agli scontri.

### Hermes
Hermes (ヘルメス?, Herumesu) è il decimo delle dodici divinità greche e assistente personale di Zeus (tant'è vero che è vestito da maggiordomo). È estremamente intelligente e un esperto tattico, spiegando alle volte tecniche e mosse che nemmeno il fratello Ares riesce a comprendere. Intuisce per primo la vera natura dei völundr, che confida a Zeus. Non si scompone mai, soltanto in poche occasioni perde la compostezza rimanendo sempre molto pacato e serio. E' doppiato da Jun'ichi Suwabe (ed. giapponese), Massimo Triggiani (ed. italiana)

### Ares
Ares (アレス?, Aresu) è il dio della guerra, il sesto delle dodici divinità greche, figlio di Zeus, e assiste agli scontri dagli spalti insieme a Hermes. Risulta essere particolarmente ottuso, spesso incapace di comprendere le dinamiche degli scontri se non dopo le spiegazioni di altri dei presenti con lui, come Hermes o Loki. Nonostante sia il Dio della Guerra non conosce assolutamente nulla delle abilità degli altri dei e si spaventa spesso di fronte a varie occasioni. È un caro amico di Eracle, da lui affrontato quando cercò di sterminare la città di Tebe come monito all'umanità quattromila anni prima. Come molti altri piange la morte dell'amico quando questi muore per mano di Jack, ma raccogliendone l'eredità sceglie di affrontare a viso aperto gli ostacoli. E' doppiato da Hinata Tadakoro (ed. giapponese), Raffaele Carpentieri (ed. italiana)

### Afrodite
Afrodite (アフロディテ?, Afurodite) Dea greca dell'amore e della bellezza, si mostra al consiglio degli dèi votando per l'estinzione del genere umano osservando come essi hanno rovinato il pianeta, per poi assistere ai vari incontri del Ragnarok. Si mostra come una donna molto attraente, con capelli corti, ricci e biondi adornati con alcuni fiori e un seno molto grande. E' doppiata da Rie Tanaka (ed. giapponese), Monica Volpe (ed. italiana)

### Heimdall
Heimdall (ヘイムダル?, Heimudaru) Guardiano dell'apocalisse, è l'arbitro che commenta gli esiti dello scontro tra umani e dèi attraverso il suo corno Gjallarhorn (del quale ne possiede diverse copie). Assiste fin dal primo incontro alle capacità degli umani, e ben presto inizia anche a stupirsi delle loro prime vittorie. Si comporta come un presentatore televisivo e gli piace apparire in modi diversi. E' doppiato da Yukihiro Nozuyama (ed. giapponese), Stefano Macchi (ed. italiana)

### Huginn e Muninn
Huginn e Muninn (フギン ムニン?) sono i due corvi di Odino, rispettivamente di colore bianco e nero, posti sulle sue spalle e fungono come suoi intermediari. All'inizio del Ragnarok rimangono sbalorditi per come un umano come Lü Bu riesca a tenere testa a Thor, per poi rimanere ammutoliti, come gli altri dèi, davanti alla sconfitta di Poseidone. Sono doppiati da Taisuke Nakano e Tomohiro Yamaguchi (ed. giapponese), Raffaele Proietti e Alessio Cerchi (ed. italiana)

### Adamas/Adamantine
Adamas (アダマス?, Adamasu) / Adamantine (アダマンティン?, Adamantin) Dio greco della conquista, contraddistinto da diverse linee che ne ricoprono il corpo e armato di una falce. Dopo la vittoria di Zeus nella Titanomachia ed essere stato riconosciuto come re del cosmo, Adamas decise di spodestarlo dato che, in quanto fratello maggiore, quel posto sarebbe dovuto spettare a lui, e nonostante avesse un carattere egocentrico e violento era anche molto carismatico, riuscendo a portare dalla sua parte 49 membri del consiglio di Zeus e i loro vecchi nemici come i Titani, i Giganti e il mostro Tifone. Venne, tuttavia, fermato da Poseidone, che lo ferì mortalmente e ordinò che venisse cancellato dalla storia, portando il numero delle maggiori divinità greche da tredici a dodici. All'insaputa della maggior parte delle divinità, però, Adamas riuscì a sopravvivere quando Ade lo portò da Belzebù che lo rese un cyborg, dandogli il nome Adamantine e restando con lui nell'Helheim. Ricompare durante il settimo round sugli spalti degli dèi, ma la sconfitta di Ade, che amava incondizionatamente, lo porta a voler uccidere Qin Shi Huang. Si imbatte in Brunilde e Göll, e al rifiuto di quest'ultime di dirgli dove si trova l'imperatore cinese le minaccia prima di essere fermato in tempo da Belzebù, dicendogli che Ade non avrebbe mai approvato una cosa del genere. Pur convinto a fermarsi, Adamantine promette che si sarebbe vendicato alla fine del Ragnarok.